# La The Darkman
La the Darkman, född som Lason Jackson i Bronx, New York, är en rapartist från hiphopkollektivet Wu-Tang Clan. Han anser sig själv vara den tolfte medlemmen av klanen. 
Storebror till rapparen Willie The Kid.

## Diskografi

### Album
- Heist of the Century (1998)
- La Paraphernalia EP (2014)
- La Familia EP (2015)
- La Luminati EP (2016)
- Play by La Rules EP (2017)
- The Lavish vs The Savage EP (2017)

### Mixtapes
- Trials and Tribulations (2004)
- Return of the Darkman (J-Love) (2006)
- Dead Presidents (Willie the Kid) (2006)
- The Notorious L.A.D. (DJ Drama) (2008)
- Living Notoriously (DJ Drama) (2009)
- Return of the Darkman, Part 2 (J-Love) (2010)
- Embassy Invasion (DJ Green Lantern) (2011)
- Living Notoriously Part 2 (L.A.D. a.k.a. La...) (2011)
- Midwest Kush: Pyrex Edition L.A.D (2011)
- Midwest Kush: Pyrex Edition Part 2 (2012)
- Diary of a Playboy (2012)
- Diary of a Playboy 2 (2013)
- Paid in Full (2014)
- Paid in Full 2 (2016)
- Paid in Full 3 (2018)